# 哈爾·恩布斯
哈爾·恩布斯（德語：Harald Ambros，1980年3月19日—）是一名奧地利馬術運動員，曾代表國家參加2012年倫敦奧運的個人馬術比賽，並未獲得獎牌。